# Sexögonlöss
Sexögonlöss (Falcolipeurus) är ett släkte av insekter som beskrevs av Bedford 1931. Sexögonlöss ingår i familjen fjäderlöss.
Släktet innehåller bara arten Falcolipeurus quadripustulatus.